# Marsfeldkaserne
Die Marsfeldkaserne war eine für die Bayerische Armee fertiggestellte militärische Liegenschaft am Standort München.

## Geschichte
Die Kaserne wurde ursprünglich als Nachfolger der Salzstadelkaserne auf dem Marsfeld in München in mehreren Bauabschnitten zwischen 1887 und 1898 gebaut. Eine letzte Erweiterung erfolgte 1910.

### 1. Bauabschnitt 1887/88
Der Baubeginn der ersten beiden Doppelbataillonskasernen begann 1886 auf der Ostseite der Kaserne entlang der heutigen Deroystraße und der Bau einer Exerzierhalle entlang der ehemaligen Mercystraße. Nachdem die Baupläne zwischendurch geändert wurden, erfolgte am 5. Oktober 1888 die provisorische Übergabe durch die Bauleitung an das Eisenbahnbataillon, das ab April 1888 bereits vor der Übergabe provisorisch auf dem Gelände in der Exerzierhalle einquartiert wurde, und zwei Kompanien des 1. Regiments König, die aus der Türkenkaserne verlegt wurden.
Aufgrund von Statikproblemen wegen der Ausrüstungslagerung erfolgte bereits 1889 entlang der Exerzierhalle der Bau von Monturremisen. Nach dem Umzug des Eisenbahnbataillons Anfang Mai 1890 in die Eisenbahnkaserne erfolgte erst der Umzug der anderen Kompanien des II. Bataillons des 1. Regiments aus der Salzstadelkaserne in die Marsfeldkaserne, das im Herbst 1890 nach Fürstenfeldbruck in die Klosterkaserne verlegt und durch das II. Bataillon des 2. Infanterieregiments König ersetzt wurde. 1893 zog das II. Bataillon des 2. Infanterieregiments 1893 in das neu gebaute Barackenkasernement Oberwiesenfeld.

### 2. Bauabschnitt 1893 bis 1898
Aufgrund der Aufgabe der Hofgartenkaserne und der Seidenhauskaserne nach der Typhus-Epidemie 1893 und dem damit verbundenen Umzug von Truppenteilen wurden Erweiterungsbauten notwendig, die zwischen Juli und Oktober 1893 als Notmaßnahme durch zwei Kompaniebaracken erfolgten. Nach weiteren Umbaumaßnahmen im Bereich der Monturremisen im Winter 1893/94 und den Neubau eines weiteren Gebäudes entlang der Maillingerstraße, die im Sommer 1894 fertiggestellt wurde, wurde Platz für das I. und das III. Bataillon des Regiments König geschaffen. Nachdem im Frühjahr 1894 die Stationierung des gesamten Infanterieregiments König samt Stab I. bis III. Bataillon und 4. (Halb-)Bataillon beschlossen wurde, erfolgte zwischen August 1894 und Sommer 1895 der Bau der Kaserne II der Marsfeldkaserne auf dem noch freien Gelände zwischen Maillingerstraße, Mercystraße und der damaligen Haslangstraße. Dabei wurden u. a. zwei Halbbataillonskasernen errichtet. Weitere Umbaumaßnahmen erfolgten bis Winter 1897/1898.
Nach der Auflösung der 4. (Halb-)Bataillone erfolgte 1898 der Einzug eines Detachements des 1. Fußarttilliere-Regiments aus Ingolstadt in eine der Halbbataillonskasernen.

### 3. Bauabschnitt 1910
1910 wurde die Detachementskaserne erweitert, um den Stab des 1. Fußartillerie-Regiments und ein Bataillon schwere Korpsartillerie stationieren zu können.

## Belegung bei Auflösung 1919
Im Sommer 1919 war die Kaserne von Teilen des 2. (Bayerische) Schützenregiment 42 und der Abwicklungsstellen für das Infanterieregiment König und das Landsturm-Bataillon 16 belegt. Im Oktober 1919 wurde die Kaserne von der Reichswehr übergeben, wobei bis 1924 noch Teile der Kaserne unter Reichsverwaltung standen.

## Nutzung zwischen 1919 und dem Zweiten Weltkrieg
Nachdem erst die Polizeiwehr München das Gelände genutzt haben, waren auf dem Kasernengelände bereits 1923 die Oberpostdirektion München und weitere Landesbehörden angesiedelt.

## Nutzung im Zweiten Weltkrieg
Gegen Ende des Zweiten Weltkriegs erfolgt die erneute Belegung der Kaserne durch das Militär, bis sie 1945 durch Luftangriffe stark getroffen wurde.

## Spätere Nutzung
Auf dem Gelände der sog. Einser-Kaserne befinden sich heute die Bauten des Finanzamts München, während auf dem Gelände des Artillerie-Kasernaments sich heute das Bayerische Landeskriminalamt befindet.